# Мейхане

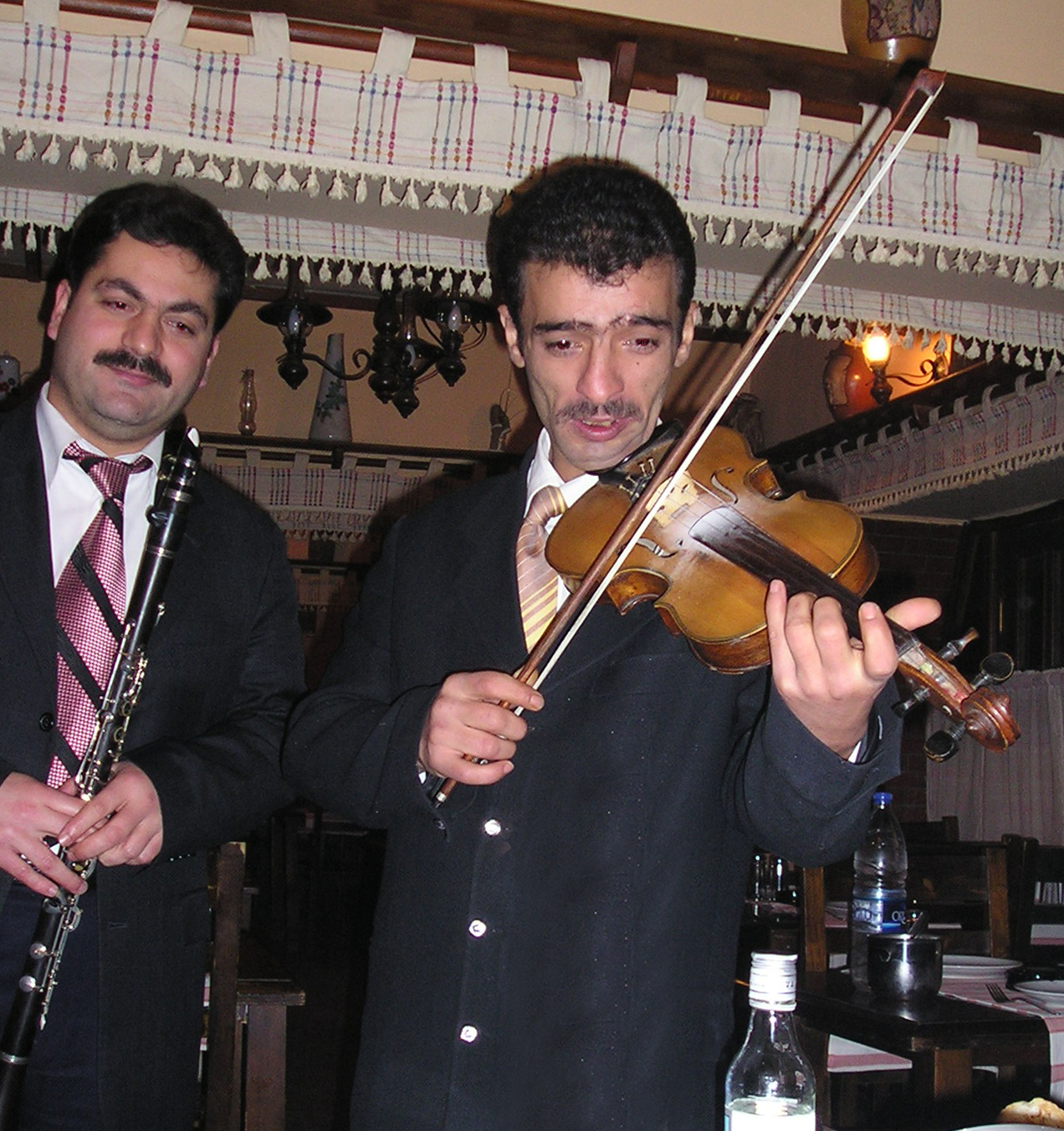
Музыканты в мейхане (Анкара)

Мейхане (тур. meyhâne, «питейное заведение») — традиционное заведение для досугового винопития в Турции.

## Османская империя
Мейхане исторически разделялись на несколько классов:
- мейхане с патентом, «султанские», имели государственное разрешение на продажу спиртного, названия и вывески;
- «укромные» мейхане без патента, расположенные внутри небольших магазинчиков и продававшие спиртное «для своих». Особо здесь выделялись мейхане для рыбаков с рыбной кухней и мейхане «для благородных», где чиновники могли предаваться пьянству, не демонстрируя его окружающим;
- для простолюдинов существовали «мейхане с ногами»: торговцы с передвижными прилавками или даже просто с обмотанным вокруг торса «шлангом» из кишок, наполненным спиртным.

В двухэтажных мейхане второй этаж часто использовался под отдельные кабинеты.
Культура винопития была унаследована турками от Византии: даже через 100 лет после падения Константинополя население Галаты, где и располагались мейхане, было преимущественно немусульманским. Термин «мейхане» вошёл в употребление на рубеже XV и XVI веков, серьёзных ограничений на потребление алкоголя не вводилось до Селима II, который сначала запретил алкоголь, затем, в 1573 году, запретил открывать мейхане в мусульманских кварталах. Противоречивую политику продолжил Мурад III, который в 1576 году разрешил мейхане в немусульманских кварталах, а в 1583 году попытался полностью запретить алкоголь. Различные запреты вводили также Ахмед I, Мурад IV, Селим III.
К причинам неуспеха запретов относят как нужду в налоговых поступлениях в казну, так и невозможность контролировать нелегальное производство и продажу спиртного. Расцвет мейхане пришёлся на «эпоху тюльпанов» (первая треть XVIII века). Через столетие, во время реформ Танзимата, условия торговли спиртным упростились, но к середине XIX века традиционные мейхане стали исчезать, вытесняемые торговцами пуншем и пивными. В 1921 году дополнительный удар нанесли русские беженцы, которые принесли с собой другую организацию общепита и питья водки.

## Современность
Во время войны за независимость Турции в начале XX века кемалисты запретили алкоголь на подконтрольной территории. Хотя запрет и не был очень строгим и был упразднён с окончанием войны, но, уцелев под властью султанов, традиционные мейхане стали исчезать со становлением Турецкой республики.
В 1960-е годы в мейхане появились «пикапы» — радиолы, которые по преимуществу играли музыку в стиле «арабеск».
В связи с удорожанием спиртного мейхане постепенно из мест дружеских встреч превратились в места для ценителей хорошей еды. На границе XX—XXI веков они приобрели популярность у «белых воротничков», склонных посещать новое место каждую неделю, чтобы съесть что-то необычное и сделать «себяшку» на память.